# Gouvernement Sonnino II
Royaume d'Italie
Giolitti III Luzzatti
Le gouvernement Sonnino II (Governo Sonnino II, en italien) est le gouvernement du royaume d'Italie entre le 11 décembre 1909 et le 31 mars 1910, durant la XXIIIe législature.

## Composition
Composition du gouvernement
- Droite historique

### Président du conseil des ministres
Sidney Sonnino